# Lütisburg

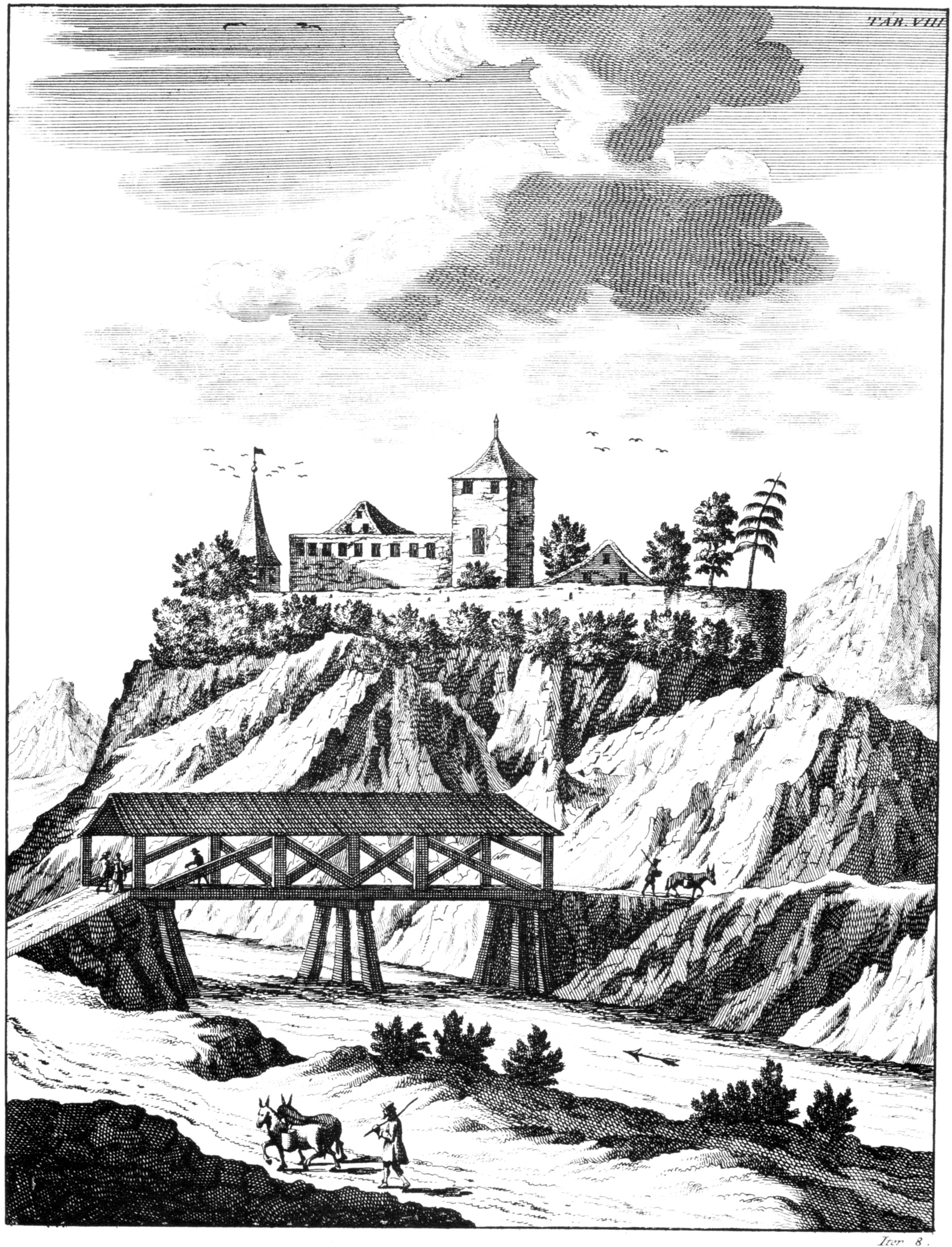
Slottet Lütisburg i form av ett kopparstick, gjort av J.J. Scheuchzer omkring år 1700.

Lütisburg är en ort och kommun i distriktet Toggenburg i kantonen Sankt Gallen, Schweiz. Kommunen har 1 645 invånare (2023).